# Havenkwartier (Scheveningen)
Het Havenkwartier, of Vissershaven, is een buurt in het Haagse stadsdeel Scheveningen.
In de buurt bevindt zich het Tonnenmonument.

## Geschiedenis
Het havenkwartier van Scheveningen kwam tot ontwikkeling vanaf 1904 toen de eerste haven van Scheveningen in gebruik werd genomen. Dorp en haven waren toen nog duidelijk door een duingebied van elkaar gescheiden. Omdat de schepen niet meer op het strand getrokken hoefden te worden deed een nieuw type vissersschip zijn intrede: de logger, zeker vergeleken met de oude bomschuit een snel en wendbaar vaartuig dat behalve door zeilen ook steeds vaker door een motor werd voortbewogen. Rond 1915 werd begonnen met het bebouwen van het gebied tussen dorp en haven. De straten kregen namen die naar de visserij verwijzen zoals Kompasstraat, Vleetstraat (later Hogaarsstraat) en Trawlerstraat (later Korbootstraat). Meerdere van deze straten, waar visserijgebonden bedrijven en woningen werden gebouwd, waren voor toenmalige begrippen zeer breed, voor de eerste bewoners vanuit het oude dorp een bijzondere ervaring.
In de 21e eeuw was de eerste haven nog steeds in gebruik als vissershaven, al zijn het nu grote fabrieksschepen en ultramoderne opslagloodsen die het beeld bepalen.

## De tweede haven
In het gebied tussen de Zeesluisweg en de Westduinweg werd rond 1930 een tweede haven gegraven. De twee havens werden met elkaar verbonden door een smalle doorgang die ter plaatse 'de pijp' wordt genoemd. Een sleephelling, waar de loggers voor reparatie op het droge worden getrokken en een visafslag werden hier in gebruik genomen. Tussen haven en Westduinweg ontstond een wijkje waar onder andere rokerijen, kuiperijen en vishandelaren zich vestigen. Een ander deel kreeg een meer uitgesproken woonfunctie. De huizen met hun hoge pannendaken en fraaigelakte voordeuren straalden deftigheid uit en werden veelal betrokken door onder andere schippersgezinnen. De drie straten van het wijkje - Koppelstokstraat, Datheenstraat en Menninckstraat - zijn vernoemd naar personen die een rol speelden bij de inname van Den Briel door de Watergeuzen.
Na de Tweede Wereldoorlog nam de betekenis van de visserij geleidelijk af en verdwenen de kleinere vissersschepen. De tweede haven kreeg steeds meer een recreatieve en toeristische functie.
De locatie van de voormalige Norfolk-terminal wordt ook wel de derde haven genoemd. Op dit terrein stond van september 2015 t/m juni 2021 het Zuiderstrandtheater, dat diende als tijdelijke locatie voor podiumkunsten gedurende de bouw van het nieuwe cultuurcomplex Amare aan het Spui in het centrum van Den Haag.

## Vervoer
Tramlijn 11 verbindt het station Hollands Spoor via de Conradkade met Scheveningen Haven.

## Foto's

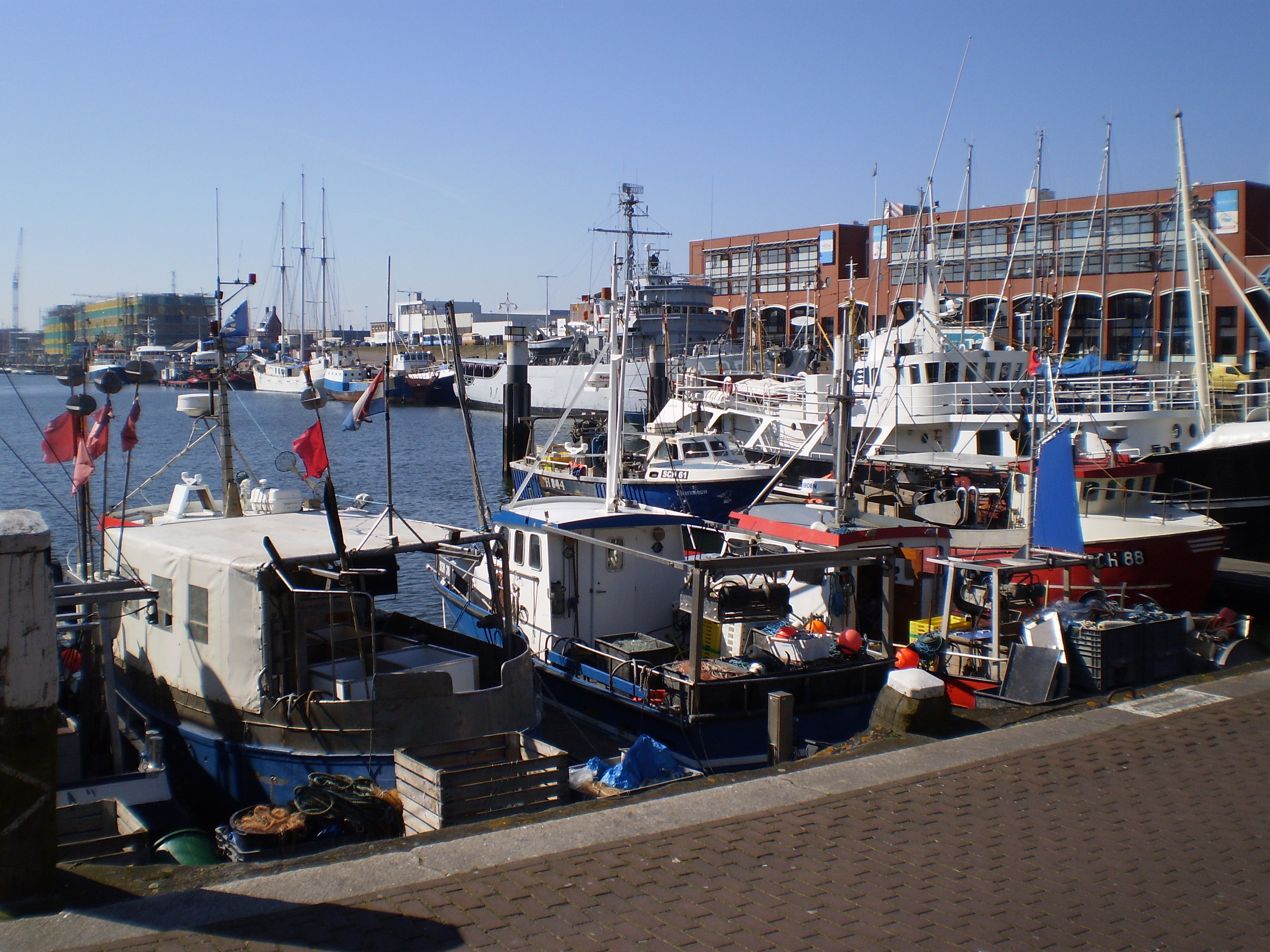
Scheveningen, tweede binnenhaven
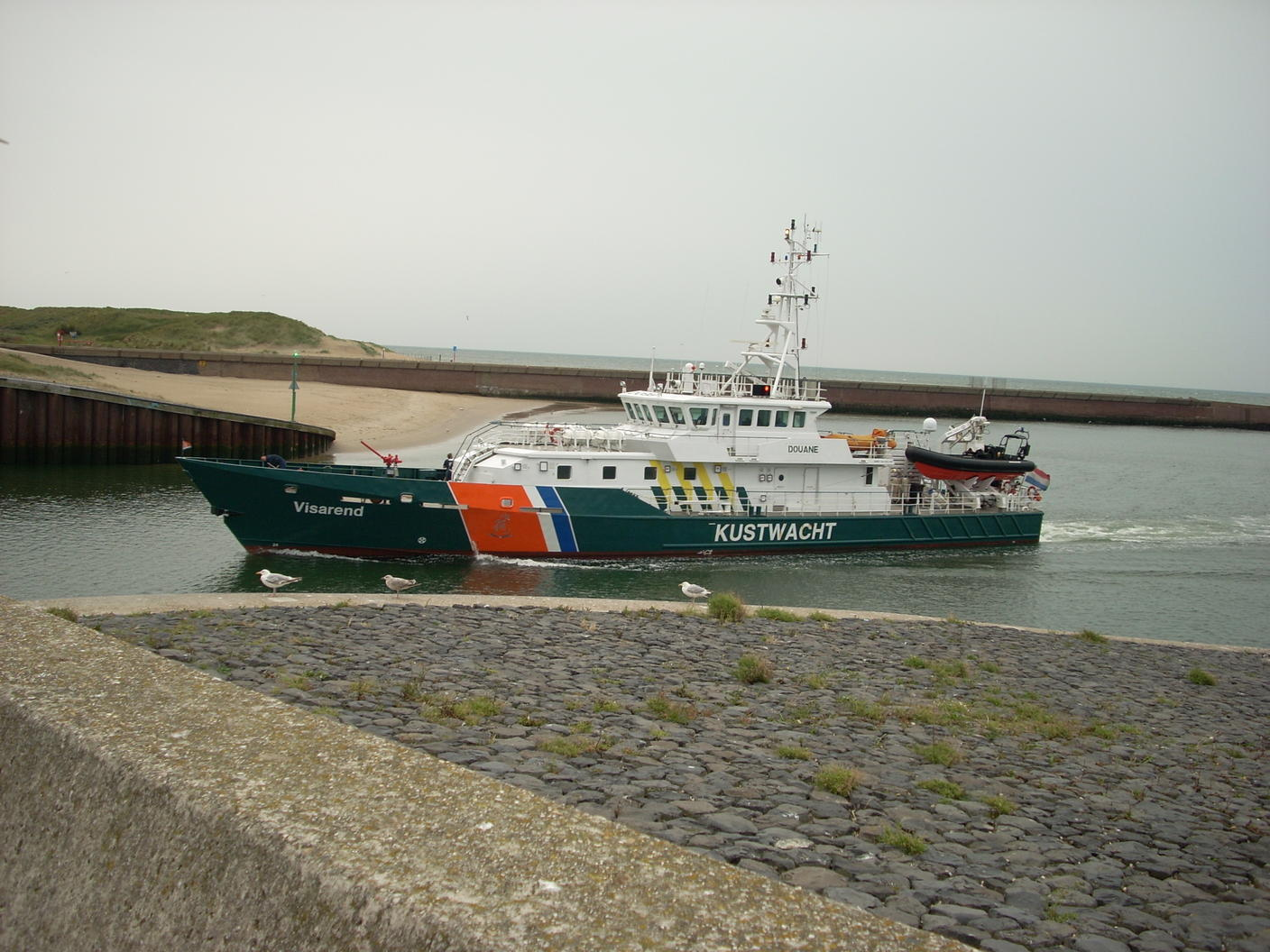
Kustwacht-patrouillevaartuig m.s. Visarend loopt de haven van Scheveningen binnen
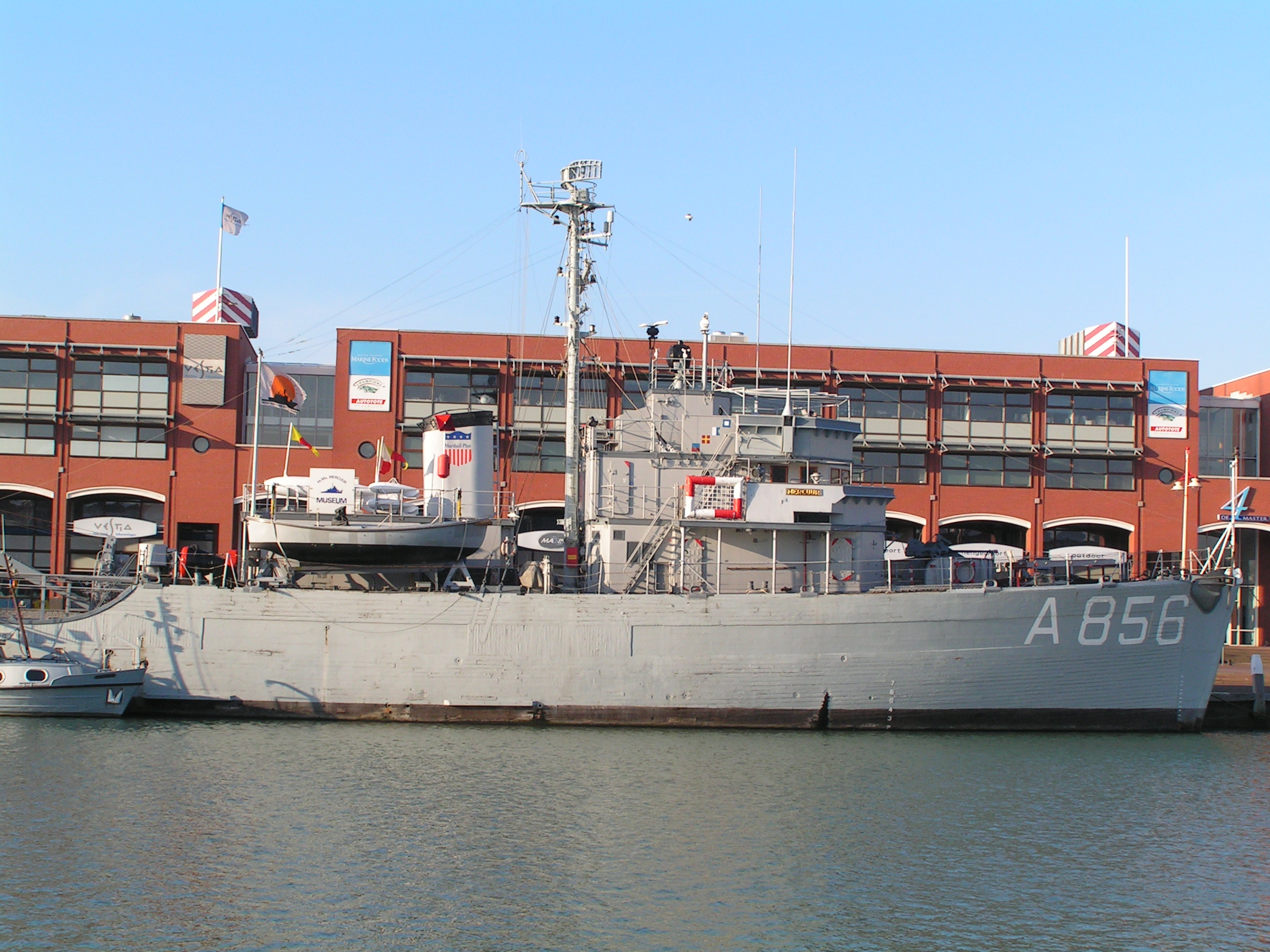
Museumschip Hr. Ms. Mercuur in de haven van Scheveningen